# Badmintonmeisterschaft der kleinen Staaten von Europa
Die Badmintonmeisterschaft der kleinen Staaten von Europa werden seit 2023 ausgetragen. Die ursprünglich geplante initiale Austragung 2020 fiel der COVID-19-Pandemie in Zypern zum Opfer.

## Austragungen
| Jahr | Nr. | Austragungsort  | Austragungsdatum      |
| ---- | --- | --------------- | --------------------- |
| 2020 | I   | Zypern          | 2020                  |
| 2023 | I   | Malta, Cospicua | 3. – 5. November 2023 |
| 2024 | II  | Zypern, Larnaka | 2024                  |

## Teilnehmende Nationen
- Zypern (seit 2023)
- Färöer (seit 2023)
- Gibraltar (seit 2023)
- Grönland (seit 2023)
- Isle of Man (seit 2023)
- Island (seit 2023)
- Liechtenstein (seit 2023)
- Malta (seit 2023)
- Monaco (seit 2024)

## Die Sieger
| Jahr | Herreneinzel      | Dameneinzel       | Herrendoppel      | Damendoppel       | Mixed             | Teams    |
| ---- | ----------------- | ----------------- | ----------------- | ----------------- | ----------------- | -------- |
| 2020 | abgesagt          | abgesagt          | abgesagt          | abgesagt          | abgesagt          | abgesagt |
| 2023 | nicht ausgetragen | nicht ausgetragen | nicht ausgetragen | nicht ausgetragen | nicht ausgetragen | Zypern   |
| 2024 | nicht ausgetragen | nicht ausgetragen | nicht ausgetragen | nicht ausgetragen | nicht ausgetragen | Island   |